# Csermák József
Csermák József (Szenc, 1932. február 14. – Tapolca, 2001. január 12.) magyar olimpiai bajnok kalapácsvető.

## Pályafutása
A nemesgulácsi kőfejtő csilléseként, tizenhét évesen vett először kezébe atlétikai dobószámban használt kalapácsot, de hamar kiütközött tehetsége. 1950-től a Tapolcai Vasutas SK versenyzőjeként kezdett aktívan sportolni, 1952-ben már a magyar válogatott tagjaként olimpiai bajnok és világcsúcstartó lett 60,34 méterrel. Ő volt a világon az első kalapácsvető, aki 60 méteren felül dobott. Egyéni legjobb eredményét – 64,23 métert – 1960-ban dobta. Több egyesületben versenyzett, 1951-től a Tapolcai Lokomotív, 1955-től a Tapolcai Törekvés, 1957-től a MÁV TIAC atlétája. A sportolás mellett, 1957-ben érettségizett. 1956-ban, a melbourne-i olimpia megnyitóján ő vitte a magyar csapat zászlóját. Az 1960-as római olimpián is indult, de nem ért el helyezést. 1952 és 1961 között 44-szeres magyar válogatott volt. Aktív pályafutását 1962-ben fejezte be. 1967 és 1970 között a magyar atlétaválogatott dobóedzője volt. Tanítványai közül Zsivótzky Gyula az 1968. évi olimpián bajnoki címet nyert. 1989-ben a MOB tagja lett.

## Sporteredményei
- olimpiai bajnok (1952)
- olimpiai 5. helyezett (1956)
- Európa-bajnoki 3. helyezett (1954)
- Európa-bajnoki 8. helyezett (1958)
- angol bajnok (1954)
- négyszeres magyar bajnok (1953, 1954, 1956, 1957)

## Rekordjai

### Kalapácsvetés
- 60,34 (1952., Helsinki) világcsúcs

...
- 61,48 (1955. augusztus 4., Varsó) országos csúcs

## Díjai, elismerései
- A Magyar Népköztársaság Érdemes Sportolója (1954)[2]
- Magyar Köztársasági Érdemrend arany fokozat (1993)

## Emlékezete
- Alakja felbukkan (említés szintjén, keresztnév említése nélkül, de azonosítható módon) Kondor Vilmos magyar író Budapest novemberben című bűnügyi regényében.
- Csermák József Rendezvénycsarnok, Tapolca